# Rounhaa
Rounhaa, nom de scène d'Haarone Latif, est un rappeur franco-suisse, vivant à Genève, né en 2000 à Lille.

## Biographie

### Enfance
Né en 2000 à Lille en France, d'un père martiniquais et d'une mère marocaine. Son nom d'artiste, Rounhaa, est son prénom en verlan.
Il passe son enfance à Lille, puis à Paris. Atteint d'un trouble du déficit de l'attention, il est envoyé dans une école privée d'Annecy et emménage à Genève en 2014.
Au terme de sa scolarité obligatoire, il commence une formation arts appliqués, option création de vêtements, qu'il abandonne en 2020 pour se consacrer à la musique.

## Parcours artistique
Ses parents lui interdisent d'écouter de la musique jusqu'à l'âge de 12 ans.
Il publie ses premiers morceaux autoproduits sur la plateforme SoundCloud. Il fait partie de la New Wave du rap francophone.
Son premier album, Multiver, composé de dix titres, sort en 2018, suivi en 2019 par Yeratik, composé de douze titres. Il sort son troisième album, composé de seize titres et titré Horion, qui signifie  « coup violent », en novembre 2020. Le clip de son single R sans R est réalisé en 2021 par la société de production genevoise Exit Void.
En 2022, il est le premier artiste à signer sur le label de Disiz, Sublime, et assure la première partie de la tournée de ce dernier. Son quatrième album, Möbius, qui compte 12 morceaux et intègre de l'hyperpop, sort la même année ; son titre se réfère au ruban de Möbius, symbole de l'infini.

### Influences, thématiques et réception
Il déclare en 2022 avoir été influencé par Tyler, The Creator, Laylow et surtout Makala. 
Selon le média 1863, ses sujets principaux sont la rupture amoureuse et la trahison amicale.
Dans un article consacré aux disques à écouter durant l'été, Les Inrocks, quant à eux, le qualifient d'« électron libre ».

## Discographie

### Singles et EP
- 2018 : Jump
- 2018 : Vie
- 2019 : Tibolom
- 2019 : SMS
- 2019 : Flemme
- 2019 : Pare balle
- 2019 : R
- 2020 : Chromatik
- 2020 : R sans R
- 2021 : Dubaï
- 2021 : Big R
- 2021 : Basta
- 2022 : Music sounds better with you[3]
- 2022 : Nou
- 2024 : Love Death Robots
- 2024 : Killa
- 2025 : Sasori + fantom (ft. Luther)
- 2025 : Zima

### Albums
- 2018 : Multiver
- 2019 : Yeratik
- 2019 : Horion  (avec Khali)
- 2022 : MÖBIUS[11],[12],[13] (avec j9ueve, Khali et Gio[14])
- 2024 : Jaafar[15]

### Collaborations
- 2020 : Évidemment, avec Makala - Yeratik[16].

### Apparitions
2019 : 
- Provokind - Dakodak (sur l'album At The Stoves)

2021 : 
- Rounhaa avec Alkakrits & Ugz Beat - 4.4.2! (sur l'album du média 1863Tambora)
- Menavor - RAP! (sur l'album New Era)
- Santo avec Skeezy & Rounhaa - Ayo (sur l'album Santorama)
- Le Blaze avec Rodolfl & Rounhaa - Gmail (sur la mixtape La Tape)
- Gio Dallas avec Rroni & Rounhaa - CD-ROM Remix (sur l'EP 2000 - L'Odyssée de l'Espace)

2022 : 
- Spectre avec Empty7, Gio & Rounhaa - French Riviera(sur l'album Summer Sperctre)
- Empty7 - Q5. (sur l'album 2ON)
- Huntrill - martyByrde. (sur l'album BigSTraat)
- 99 avec Wolfkid, DMS, Rounhaa & SAM - You or me (sur l'album Grand Casino Deluxe)
- Sublime avec Rounhaa, Luther & LucasV - baume
- Gio - Mykonos (sur l'album KISS & FLY <3)
- Kosei - Meruem (sur l'album Sppoky Season 2)
- Sean, Leith & Rounhaa - Alita (sur l'album Le vent se lève à l'Ouest du média Raplume)

2023 : 
- Ghost Killer Track - 3sel (sur l'album caritatif Que de l'amour)
- Keffran - 2016 (sur l'album Kandaboi)
- DMS - Aprilia (sur l'album Vagalame)
- J9ueve - Les serpents (sur l'album Le Bijou le plus Brillant)

2024 : 
- Slimka - Moonwalk (sur l'album Le Grand Mystico)